# 21942 Subramanian
21942 Subramanian è un asteroide della fascia principale. Scoperto nel 1999, presenta un'orbita caratterizzata da un semiasse maggiore pari a 2,6369441 UA e da un'eccentricità di 0,1435756, inclinata di 0,39424° rispetto all'eclittica.